# Wang Šu
Wang Šu, čínsky 王澍, pchin-jinem Wang Shu (* 4. listopadu 1963, Urumči, Sin-ťiang, ČLR), je čínský architekt sídlící v Chang-čou v provincii Če-ťiang, držitel Pritzkerovy ceny za rok 2012. V porotě seděli mimo jiné Zaha Hadid a Stephen Breyer a Wang Šu je prvním Číňanem, který cenu obdržel (již dříve ji obdržel I. M. Pei, který je pouze čínského původu).
Wang Šu je absolventem Technologického institutu v Nankingu v provincii Ťiang-su (dnes Jihovýchodní univerzita), kde získal bakalářský titul v roce 1985 a magisterský v roce 1988.